# Єжи Лялевич
Єжи Лялевич (пол. Jerzy Lalewicz; 21 серпня 1875, Вілкавішкіс, Сувальська губернія — 1 грудня 1951, Буенос-Айрес) — піаніст-віртуоз, педагог, професор Віденської музичної академії та Національної консерваторії в Буенос-Айресі.

## З життєпису
Дитинство і юність провів у Сувальській губернії, де навчався в школі і гімназії. Тут же отримав перші уроки гри на фортепіано.
Володіючи незвичайними музичними здібностями, вирішив удосконалювати свої навички в Санкт-Петербурзькій консерваторії, одночасно вивчаючи в Петербурзі право (1894—1897).
Навчався в класі фортепіано під керівництвом А. М. Єсипової і в класі теорії композиції у педагогів А. К. Лядова і М. А. Римського-Корсакова. Закінчив консерваторію в 1900 році із золотою медаллю.
Висока майстерність молодого виконавця вже в період навчання було відзначено спеціальним дипломом на III міжнародному конкурсі імені Рубінштейна у Відні. Цей успіх відкрив доступ в кращі концертні зали. У 1901—1902 відбулися його численні виступи в містах Росії, крім того, в 1901 він дав сольний концерт у Варшаві.
У 1902—1905 працював викладачем вищих курсів гри на фортепіано в одеській консерваторії, а потім професором консерваторії музичного товариства Кракова. Проявив себе чудовим музичним педагогом і організатором. Виховав багато талановитих піаністів. Одночасно з цим давав сольні концерти, а також брав участь в симфонічних і камерних концертах, включаючи в програму своїх виступів, як класичні, так і твори сучасних йому польських композиторів. Часто виступав дуетом з Г. Мельцер-Щавіньським і Іґнацієм Фрідманом.
У 1909—1910 відбулися успішні турне піаніста до Відня, Берліна, Мюнхена, Праги та інших міст Європи, які принесли йому широке визнання фахівців музичного світу, як віртуоза.
У 1912 він прийняв запрошення зайняти посаду професора Королівської і кайзерівської Академій музики і виконавського мистецтва у Відні, одному з головних культурних центрів Європи, продовжуючи давати численні сольні концерти в Австрії.
Розпочата перша світова війна серйозно вплинула на музичну кар'єру Лялевича. У 1919 він залишив Відень, переїхав спершу до Польщі, а потім до Парижу. У 1921 Єжи Лялевич емігрував до Аргентини і оселився в Буенос-Айресі.
На початку заробляв, даючи приватні уроки музики. Через 4 роки зайняв пост професора гри на фортепіано в національній консерваторії, де працював понад чверть століття до своєї смерті 1 грудня 1951. У 1948 здійснив своє останнє турне по США, де в Нью-Йорку записувався на радіо.
Стараннями родичів прах піаніста був перевезений до Польщі і похований на кладовищі Старі Повонзки у Варшаві.